# Kisbabot
Kisbabot là một thị trấn thuộc hạt Győr-Moson-Sopron, Hungary. Thị trấn này có diện tích 6,1 km², dân số năm 2010 là 204 người, mật độ 33 người/km².